# GQ (俳優)
GQ（Gregory J. Qaiyum, 1976年2月7日 - ）は、アメリカ合衆国出身の俳優である。

## 出演作品

### テレビ
- NUMBERS 天才数学者の事件ファイル

### 映画
- 戦場からの脱出
- ジャスト・アナザー・ストーリー
- ドラムライン（ジェイソン）
- オン★ザ★ライン 君をさがして（エリック）